# 弘前市立新和中学校
弘前市立新和中学校（ひろさきしりつ にいなちゅうがっこう）は、青森県弘前市大字種市にある公立中学校。

## 概要
市内からは、約15kmほど離れた種市地区にある中学校。学区は板柳町、鶴田町に接している。全校生徒は75人（2023年現在）。

## 沿革
- 1947年（昭和22年）
  - 4月1日 - 学制改革により、新和村立新和中学校創立[2]。校舎は、新和小学校校舎に併設。小友小学校、三和小学校に、それぞれ本校の分校を設置。
  - 4月22日 - 開校式挙行。
- 1948年（昭和23年）7月 - 各小学校の講堂を仕切り、仮教室を設置。
- 1949年（昭和24年）4月1日 - 小友・三和の両小学校に併設の分校が、それぞれ小友・三和の両中学校として独立。
- 1950年（昭和25年）
  - 4月1日 - 小友・三和の両中学校を併合。
  - 4月x日 - 新和中学校地鎮祭執行。
  - 7月19日 - 講堂竣工、10教室に区切り授業を行った。
- 1951年（昭和26年）
  - 1月 - 校章制定。
  - 7月 - 校歌発表披露式挙行。
- 1953年（昭和28年）3月 - 校旗樹立記念式挙行。
- 1955年（昭和30年）3月1日 - 町村合併により、新和村立新和小学校から、弘前市立新和小学校となる。
- 1956年（昭和31年）11月2日 - 生徒会歌(後の校歌)制定。
- 1959年（昭和34年）10月 - 校地拡張。
- 1964年（昭和39年）11月 - 講堂床補修、自転車置場増築。
- 1974年（昭和49年）9月 - 学校の飲料水が、上水道に切り替え。
- 1980年（昭和55年）8月10日 - 新校舎に移転[3][4]。
- 2021年（令和3年）4月1日 - コミュニティ・スクールがスタートした[5]。

## 学区
- 青女子、種市、小友、三和、笹舘[1]
  - 2021年（令和3年）4月1日からは、新和小学校の通学区域と完全に一致する[6]。

## 周辺
- 青森県道37号弘前柏線[1]
- 青森県道125号小友板柳停車場線[1]
- 土淵堰
- 岩木川[1]
- 新和地区体育文化交流センター

## アクセス
- 北星交通乗合タクシー小友地区線で、「桂橋前」停留所下車後、徒歩約130m・約2分。
- JR東日本・弘南鉄道弘前駅から、弘南バス弘前板柳線から旧板柳案内所バス停で北星交通乗合タクシー小友地区線に乗り換えて、「桂橋前」停留所まで59分～1時間09分（板柳案内所での待合時間含む）。

## 参考資料
- 『青森県教育史 別巻』（青森県教育委員会・1973年12月20日発行）875頁「学校沿革 中学校 新和中学校」
- 『弘前市教育史 別巻』（弘前市教育委員会・1979年3月12日発行）180頁「新和中学校 創立・変遷」